# Донати, Джованни Баттиста
Джованни Баттиста Донати (итал. Giovanni Battista Donati, 16 декабря 1826, Пиза — 20 сентября 1873, Флоренция) — итальянский математик и астроном.

## Биография
Донати родился в Пизе 6 декабря 1826 года. Обучение проходил в Пизанском университете. С 1852 года работал в обсерватории Музея физики и естественной истории во Флоренции. Там он занимался астрономией под руководством Амичи. С 1864 года состоял директором обсерватории. Читал увлекательные публичные лекции по астрономии. Донати был инициатором создания астрофизической обсерватории в Арчетри. Он руководил её сооружением в 1864—1872 годах. Будучи в Вене на метеорологическом конгрессе 1873 года, Донати заболел холерой и по возвращении во Флоренцию в том же году умер.

## Научные достижения
Донати занимался поисками, наблюдениями и вычислениями орбит комет. В 1854—1864 годах Донати открыл пять комет. Большая комета C/1858 L1, открытая астрономом в 1858 году, оказалась одной из самых ярких и интересных в истории астрономии и была названа в его честь «кометой Донати». Донати один из первых применил спектральный анализ при изучении Солнца, звёзд и комет. Изучение спектра комет позволило Донати установить наличие газов в их составе. Во время солнечных затмений 1870 и 1872 года выполнил наблюдения с помощью построенных им двух спектрографов с 5 и 25 призмами. Изучал полярные сияния и первым указал на их связь с Солнцем. Объяснил мерцание звёзд как результат изменений атмосферной рефракции на пути луча света при прохождении его через земную атмосферу.

## Объекты, открытые Донати и названные в его честь
- C/1858 L1 (Донати) — большая комета, открытая в 1858 году
- C/1855 L1 Donati — комета
- C/1864 R1 Donati — комета
- C/1857 V1 Donati-Van Arsdale — комета
- C/1864 O1 Donati-Toussaint — комета
- Донати — лунный кратер
- 16682 Donati — астероид